# Carlos María Uriarte
Carlos María Uriarte Bregante es un ganadero y político uruguayo.
Durante la campaña electoral de 2019 se acerca al candidato Ernesto Talvi, a quien asesora en el área agropecuaria.
El 1 de marzo de 2020 asume como Ministro de Ganadería, Agricultura y Pesca, representando al Partido Colorado en el gabinete de Luis Lacalle Pou, hasta el 27 de junio de 2021, fecha en la que fue sustituido por Fernando Mattos.
Para las elecciones internas de 2024 acompañó como asesor al candidato colorado Andrés Ojeda.